# Браво (гурт)
«Браво» — радянський та російський рок-гурт, утворений у 1983 році в Москві. Керівник групи, гітарист і автор виконуваних гуртом пісень — Євгеній Хавтан.
Гурт записав чимало альбомів, перший з яких побачив світ у 1983 році. Стиль групи тяжіє до рок-н-ролу, біту і рокабіллі 50-60-х, з елементами джазу, серф-року, ска, свінгу, нової хвилі тощо.
У різний час авторами текстів групи значилися Олександр Олійник, Карен Кавалерян, Гліб Іллюша (гурт «Гітари Stereo»), Вадим Степанцов (гурт «Бахит-компот»), Дмитро «Сід» Спірін (гурт «Таракани!»), Валерій Жуков (гурт «Жуки»), Анжей Захаріщєв фон Брауш (гурт «Оберманекен»), Олег Чілап (гурт «Оптимальний варіант») та інші.

## Історія

### Період Агузарової (1983—1988)

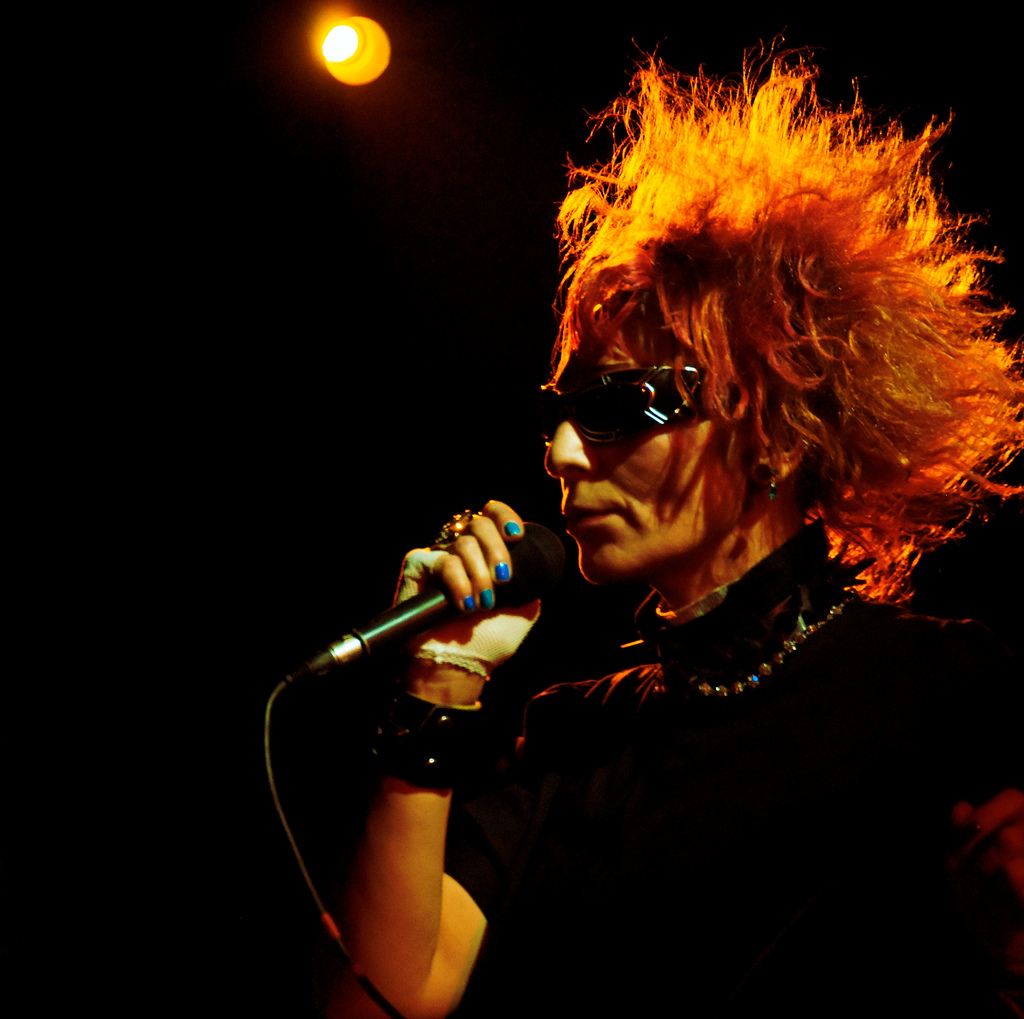
Жанна Агузарова

Гурт був заснована восени 1983 року гітаристом Євгенієм Хавтаном і ударником Павлом Кузіним, які покинули групу «Постскриптум» через стильові розбіжності. Вокалісткою нового колективу стала Жанна Агузарова, відома під псевдонімом Івонна Андерс. До гурту приєдналися саксофоніст Олександр Степаненко та басист Андрій Конусов. В такому складі взимку 1983 року був записаний перший магнітоальбом, який розповсюджувався через знайомих.
Дебютний концерт «Браво» відбувся 23 грудня 1983 року на дискотеці в Крилатському. «Браво» виконувало саму актуальну для того часу музику: «нову хвилю», нео -рокабіллі і реггі. Другий концерт групи відбувся 28 січня 1984 року в школі № 30 м. Москви. Разом з «Браво» у концерті брали участь: «Звуки Му» (дебют групи), Віктор Цой, Сергій Риженко, експериментальний дует «Рацкевич & Шумов». Концерт 18 березня 1984 року в будинку культури Мосенерготехпром закінчився скандалом. Організаторів і учасників нелегального концерту затримала міліція і змусила писати пояснювальні, адже проведення неофіційних концертів за гроші було незаконним підприємництвом. Жанна Агузарова кілька місяців провела під слідством за підробку документів (паспорт був виписаний на ім'я «Івонна Андерс», під яким вона виступала) і була змушена покинути Москву через відсутність прописки. За її відсутністі в групі значно змінився склад, а обов'язки вокаліста виконував Сергій Риженко.
У 1985 році з поверненням Жанни групі вдалося домогтися легального статусу і вступити до Московської Рок-лабораторії. Завдяки знайомству з Аллою Пугачовою «Браво» запросили до ленінградської телепередачі «Музичний ринг». На початку травня 1986 року група взяла участь у фестивалі «Рок-панорама-86», де отримали приз глядацьких симпатій, а через 2 тижні — у фестивалі «Литуаника-86». 30 травня музиканти виступили на одній сцені з Аллою Пугачовою, Олександром Градським, групами «Автограф» і «Круїз» у концерті «Рахунок № 904», збір від якого пішов у фонд допомоги Чорнобилю. Приблизно в цей же час група проходить тарифікацію в Московській обласній філармонії, куди пізніше заступає на роботу.
У 1987 році фірма «Мелодія» випустила перший в СРСР офіційний реліз «Браво» — записаний у 1986 році однойменний групі альбом Ансамбль «Браво», що розійшовся тиражем близько 5 мільйонів копій. У цей же час починаються перші зарубіжні гастролі, на яких публіка захоплено приймає групу.
Першою країною, де «Браво» відіграло турне для закордонних глядачів, стала Фінляндія. В процесі гастролей фірма звукозапису «Polarvox» перевипускає дебютну платівку групи для фінського ринку. Фінська платівка відрізнялася не тільки іншим зведенням пісень, але і назвою — «Bravo».

### Перехідний період (1988—1990)

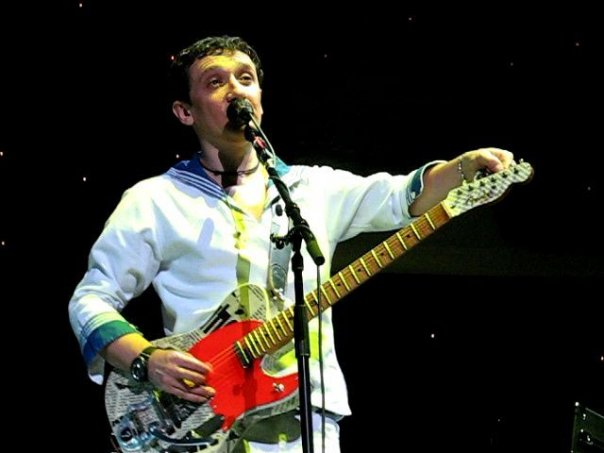
Євгеній Хавтан у 2008 році

До цього часу у музикантів зіпсувалися відносини з Агузаровою, яка хотіла залишатися в андеграунді. Скандали закінчилися відходом вокалістки. На її місце прийшла Ганна Салміна, що заспівала пісню «Король Помаранчеве літо», на яку був знятий відеокліп, показаний по Центральному телебаченню в програмі «У суботу ввечері». Пісня згідно з опитуванням «Звукової доріжки» «МК» стала найпопулярнішою композицією 1986 року. Після Салминої в групі недовго пропрацювала Тетяна Рузаєва, а потім Жанна Агузарова вирішила повернутися до «Браво», проте в 1988 році вона пішла, щоб зайнятися сольною кар'єрою. «Браво» влаштувало прослухування нових вокалістів, в числі яких були і Роберт Ленц і Євген Осін, який приходив на кожну репетицію, благаючи узяти його ким завгодно, — хоч барабанщиком, хоч гітаристом. У 1989 році він був узятий в групу, колектив записав з ними альбом Скажемо один одному «Браво!», який поширювався тільки на магнітвидавських бобінах та касетах. Незважаючи на це, пісні «Мені сумно і легко» та «Добрий вечір, Москва!» стали всенародно відомими.
Однак новий виток популярності і став початком ускладнень взаємин Осіна з музикантами групи. Фінальною крапкою його перебування у складі став інцидент, коли ведучий рубрики «Звукова доріжка» газети «Московський комсомолець» Дмитро Шавирін вказав, що «Браво» не буде виступати на черговому фестивалі, що проводиться редакцією рубрики, з тієї причини, що тодішній директор групи Андрій Агапов позбавив фанатів зустрічі з улюбленцями в гонитві за «довгим рублем». Насправді група не змогла взяти участь у фестивалі через гастролей по Прибалтиці. Після закінчення турне Осін зі скандалом покинув колектив. Разом з ним вийшов зі складу барабанщик Павло Кузін.
На початку 1990 року в групу прийшла Ірина Єпіфанова, яка записала з нею дві пісні: «Джамайку» (італійською мовою) і «Червоне світло». Цей період був відображений в одному з випусків телепередачі «Брейн-ринг», а саме на зйомках півфіналу першого сезону, де група виконала дві пісні. Незабаром, однак, Ірина покинула склад заради сольної кар'єри і вже в серпні взяла участь у музичному фестивалі «Ялта-90», де посіла ІІІ місце.

### Період Сюткіна (1990—1995)
Після довгих пошуків у 1990 році «Браво» нарешті знайшла постійного вокаліста — ним став Валерій Сюткін, який раніше грав у складі груп «Телефон», «Зодчі» і «Фен-про-мен». Спочатку в групі виникли розбіжності з приводу його зачіски. У Сюткіна була значна шевелюра, яка не вписувалася в імідж стиляг. Після тривалих дебатів Валерій все ж погодився змінити свою зачіску і підігнав її під стандарти рок-н-ролу. Оригінальну зачіску В. Сюткіна можна побачити при перегляді самого першого кліпу оновленого складу «Браво» на пісню «Вася», знятого спеціально для радянської телепередачі «Ранкова пошта», у якій повинна була відбутися презентація нового складу нового матеріалу. 25 серпня 1990 дебютував новий склад групи: Є. Хавтан — гітара; В. Сюткін — вокал, гітара, перкусія; В. Данилкін — ударні; С. Лапін — бас; А. Іванов — саксофон; С. Бушкевич — труба. В такому складі група записала свої найбільш відомі альбоми: Стиляги з Москви і Московський біт.
Пісня «Вася» стала першим спільним твором Хавтана і Сюткіна і дала старт черговому витку популярності «Браво». Почалося з того, що Хавтан награв Сюткіну музичну заготівку і попросив того вигадати який-небудь текст про стилягу. Співак тут же придумав сюжет про якогось мачо, який відомий усій Москві своєю крутизною і надзвичайністю. Проблема виникла тільки, коли персонажеві треба було вибрати ім'я. Спочатку Хавтан наполягав, що ім'я має бути химерним (стиляги дуже любили) — наприклад, Едик. Але Сюткін, навпаки, вважав, що набагато прикольніше зіграти на контрасті — нехай супер-пупер-мен іменується гранично просто. Тут басист Сергій Лапін і ляпнув: «А що якщо Вася?». «Тільки не це!» — заблагав Хавтан, але його таки переконали.
Матеріал для першого альбому був комбінованим: частина пісень («Вася», «Тримайся, піжон!», «Дівчина 16-ти років») була написана в новому творчому співавторстві В. Сюткіна і Є. Хавтана. Разом з собою В. Сюткін також приніс в колектив власну пісню «Я те, що треба». Трек був включений до альбому поряд з інструментальною композицією «На танцмайданчику» (Тобто Хавтан). Інший матеріал альбому був записаний раніше і виконувався попередніми вокалістами. В альбомі по-новому зазвучали пісні «Король Помаранчеве літо», «Мені сумно і легко», записані у співавторстві Є. Хавтана і лідера групи «Бахит-Компот» В. Степанцова. Також у альбомі присутні пісні на вірші Євгена Осіна «Добрий вечір, Москва!» і «Зоряний шейк», а також А. Олійника «Швидкий поїзд», музику до яких написав Хавтан. Крім цього, в збірник була включена кавер-версія знаменитого радянського шлягера 1960-х «Чорний кіт», заспівана Валерієм Сюткіним. Нова фонограма до старих треків не переписувалася, було зроблено накладення вокальних партій Сюткіна на вже готовий матеріал. Збірник вийшов у 1990 році.
У жовтні 1992 року вийшов перший повноцінний альбом групи, що з'явився результатом дворічної роботи. Усі композиції на ньому були написані в тандемі композитора Євгенія Хавтана і автора текстів Валерія Сюткіна. 10 музичних треків звучать близько 30 хвилин. Концепція звучання нових альбомів дещо відрізнялася від попередніх робіт. Якщо до цього часто використовувалися мелодійні гітарні програші і експерименти з синтезатором укупі з красивим і мелодійним жіночим вокалом, то новий звук змінився в бік класичного рок-н-ролу, зразками для якого служив переважно класичний американський рок-н-рольний саунд 1950-1960-х років. Особливо яскравим прикладом служить альбом Московський біт, що складається з одного боку з легких і витончених композицій, («Лунатик», «Як шкода», «Ось і все»), а з іншого — з запальних танцювальних мелодій («Заполярний твіст», «Космічний рок-н-рол»), що, своєю чергою, повністю відповідало як духу, так і звуку класичних шейку, бугі і фокстроту.
Після того, як місце біля мікрофона зайняв Валерій Сюткін, у групи починається другий виток популярності. Якщо перша хвиля успіху була пов'язана переважно з романтичними андеграундними символами і естетикою, то новий імідж був повністю зосереджений на атрибутиці стиляг. Ключовим фетишем сюткінського періоду стає краватка. Шанувальники на концертах завалюють ними учасників групи. Сотні краваток тієї пори досі зберігаються в колекціях Сюткіна і Хавтана (в інтерв'ю Хавтан говорив, що всі краватки давно роздав). З'являється окрема пісня — «Стильний помаранчевий галстук». Крім краватки, стиляга повинен був носити просторий піджак і штани, в яких було б зручно танцювати, а також носити темні окуляри і різнокольорові значки. У цілому цей образ був запозичений і став до того часу вже класикою стереотипу зовнішнього вигляду стиляги, що передбачав всі вищеперелічені деталі.
Оновлене «Браво» об'їжджає з гастролями більшу частину СНД. Пік популярності «Браво» припав на 1990—1994 роки. На телебаченні з'являються кліпи групи, що займають перші місця в хіт-парадах. Кульмінацією другого витка популярності групи стають ювілейні концерти, присвячені десятиріччю групи, які проходили в Москві в 1994 році. В них після довгої перерви брала участь Жанна Агузарова. Таким чином групи «Браво» 1983 і 1993 років виступили на одній сцені. Завершилися концерти спільним виконанням Агузарової і Сюткіним пісні «Ленінградський рок-н-рол».
У 1994 році колишні музиканти «Браво» Денис Мажуков (клавішні), Ігор Данилкін і Дмитро Гайдуков створюють біт-групу «Off Beat». 12 серпня 1994 року відбувся дебют колективу в московському клубі «Аляб'єв». Тоді ж у групу повернулися її співзасновники — Павло Кузін (барабани, перкусія) і Олександр Степаненко (клавішні, саксофон, флейта, губна гармоніка), компанію їм склав бас-гітарист із Санкт-Петербурга Дмитро Ашман. Таким складом гурт записує альбом «Дорога в хмари».

### Період Ленца (з 1995 року)

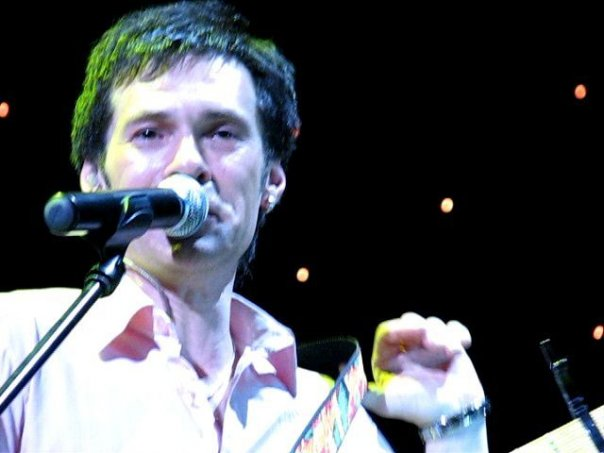
Роберт Ленц

У 1995 році Сюткин покидає «Браво» і починає успішну сольну кар'єру на чолі ансамблю «Сюткін і Ко». З ним же групу покидає трубач Сергій Бушкевич.
Ім'я нового вокаліста приховувалося до закінчення запису альбому На перехрестях весни і було оголошено тільки в 1996 році. Ним став Роберт Ленц (він же залишається в цій позиції і досі), який вже брав участь у 1989 році у кастингу на це місце. В останні роки і сам Євгеній Хавтан також став виконувати пісні в якості вокаліста.
У 1998 році група святкувала 15-річчя концертним туром «Бравоманія», в якому взяли участь також Сюткін і Агузарова. Тур мав великий успіх, проте завершальні концерти були скасовані через неучасть Жанни. У 2004 році група, відзначаючи своє 20-річчя, знову запросила своїх колишніх вокалістів, а також друзів: Гаріка Сукачова, Максима Леонідова, Земфіру, Світлану Сурганову.
У 2008 році у рамках святкування свого 25-річчя група дала серію концертів: 31 жовтня у Санкт-Петербурзі (спеціальним гостем була Жанна Агузарова), а 12 листопада в Москві, крім Жанни Агузарової, був запрошений Юрій Башмет з камерним ансамблем «Солісти Москви», з яким «Браво» підготували спеціальну програму.
У тому ж році склад був розширений духовою секцією у складі: Олег Кудрявцев (саксофон), Олексій Алєксєєв (труба), Дмитро Лазарєв (тромбон). Через кілька років в її ж складі з'явився другий саксофоніст Олександр Язиков. Духова секція бере участь в записі альбомів, так і в гастрольній діяльності групи.
Паралельно з роботою у Браво Хавтан випустив кілька альбомів сайд-проектів (робоча назва проекту — «Міккі Маус і стилети»). Його пісня «36,6», написана у співавторстві з Дмитром «Сідом» Спиріним з групи «Таргани!», очолювала хіт-парад «Чартова Дюжина».
19 вересня 2011 року відбувся реліз нового альбому Мода (названий на честь однойменного хіта), який критики назвали однією з кращих робіт групи.
В листопаді 2013 року в московському клубі Stadium Live відбувся ювілейний концерт, присвячений 30-річчю групи, який також був сприйнятий позитивно.
16 жовтня 2015 року, в день народження Євгенія Хавтана, відбувся реліз альбому Назавжди, раніше планованого до ювілею групи. Особливістю альбому було те, що Євгеній Хавтан в цей раз виступав у якості основного вокаліста, змістивши Роберта Ленца на другий план. Також в записі альбому брали участь Яна Бліндер і Маша Макарова з групи «Маша і ведмеді».
У 2018 році групі «Браво» виповнюється 35 років. До ювілею колектив планує випустити новий альбом. Про це в інтерв'ю «Нашому радіо» розповів лідер гурту Євгеній Хавтан: «У нас попереду великі дати, прямо страшні. Якщо ми встигнемо записати платівку до цієї великої дати, це буде найкращий подарунок. Тобто, не буде якихось „похоронних вінків“, ну, як це прийнято, коли всі виходять і виносять ці „вінки“, квіти, всі говорять, який він хороший, начебто він вже з розуму вижив, а він стоїть, усміхається, і не розуміє, в чому справа. Мені хочеться цього уникнути і випустити платівку до цієї дати».
Після концерту 2 грудня в московському «Главclub Green Concert» група пообіцяла взяти тривалу паузу, яку, мабуть, і буде проходити активна робота над новим альбомом.

## Дискографія
Студійні альбоми
- 1983 — Браво (перший магнітоальбом)
- 1985 — Браво (другий магнітоальбом)
- 1987 —  BRAVO
- 1987 —  Ансамбль Браво
- 1989 —  Скажімо ми один одному «Браво!»   (магнітоальбом, вокал — Євген Осін)
- 1990 —  Стиляги з Москви
- 1993 —  Московський біт
- 1994 —  Дорога в хмари
- 1996 —  На перехрестях весни
- 1998 —  Хіти про кохання
- 2001 —  Евгеника
- 2011 —  Мода
- 2015 —  Назавжди

Сингли
- 1989 — «Група Браво»
- 1994 — «Дорога в хмари»
- 1995 — «Вітер знає»
- 1997 — «Серенада 2000»
- 2001 — «Любов не горить»

Концертні альбоми
- 1994 —  Live in Moscow
- 1998 —  Жива колекція
- 2014 —  30 років. Концерт в Stadium Live
- 2015 —  Новорічний акустичний концерт

Збірники
- 1992 —  Група Браво. — 10. Записи 1983/1984 рр.   (неавторизований збірник, LP, R60 01193)
- 1993 —  Жанна Агузарова і «Браво» 1983—1988
- 1995 —  Пісні різних років
- 2004 —  Зоряний каталог  (триб'ют)
- 2016 — The Best Of[8]
- 2017 —  Бравоспектива (2 CD)

## Склад

### Поточний склад
- Євгеній Хавтан — унікальні і стандартні гітари, вокал, фронтмен, добро, музичні теми і тексти пісень (1983 — нинішній час)
- Олександр Степаненко — клавішні, саксофон, флейта, губна гармоніка, гітара (lap steel), акордеон, бубен (1983—1985, 1994 — нинішні час)
- Павло Кузін — ударні, перкусія (1983—1989, 1995 — нинішній час)
- Роберт Ленц — акустична гітара, електрогітара, губна гармоніка, бубон, вокал (1995 — нинішній час)
- Михайло Петренко — бас-гітара, контрабас (2011 — нинішній час)

Духова секція
- Олег Кудрявцев — саксофон (2008 — нинішній час)
- Олексій Алексєєв — труба, флюгельгорн (2008 — нинішній час)
- Дмитро Лазарєв — тромбон (2008 — нинішній час)
- Олександр Мов — баритон-саксофон, перкусія (2011 — нинішній час)

### Колишні учасники
- Жанна Агузарова — вокал (1983—1984, 1985—1986, 1987—1988)
- Сергій Риженко — вокал, гітара, клавішні (1984)
- Андрій Конусов — бас-гітара (1984—1985)
- Тимур Муртузаев — бас-гітара (1985—1988)
- Анна Салміна — вокал (1986)
- Тетяна Рузаева — вокал (1986)
- Олексій Познахарев — клавішні (1985—1986)
- Ігор Андрєєв — саксофон (1985—1986)
- Федір Пономарьов — клавішні, саксофон (1985—1990)
- Павло Марказьян — клавішні, ксилофон, перкусія (1987—1988)
- Олексій Єленський — труба, перкусія (1988—1990)
- Євген Осін — вокал, гітара, перкусія (1989—1990)
- Сергій Лапін — бас-гітара (1988—1993)
- Олексій Іванов — саксофон (1990—1994)
- Ірина Єпіфанова — вокал (1990)
- Валерій Сюткін — вокал, гітара, перкусія (1990—1995)
- Сергій Бушкевіч — труба (1990—1995)
- Ігор Данилкін — ударні (1990—1994)
- Дмитро Гайдуков — бас-гітара (1993—1994)
- Денис Мажуков — клавішні, вокал (1993—1995)
- Дмитро Ашман — бас-гітара (1994—2011)